# Суперкубок Сан-Марино з футболу 1994
Суперкубок Сан-Марино з футболу 1994 — 9-й розіграш турніру, який в той час мав назву Трофео Федерале. Переможцем вперше став Фаетано.

## Учасники
- Чемпіонат Сан-Марино:
  - Чемпіон: Тре Фйорі
  - Віце-чемпіон: Ла Фіоріта
- Кубок Сан-Марино:
  - Володар: Фаетано
  - Фіналіст: Фольгоре Фальчано

## Півфінали
| Команда 1 | Рахунок      | Команда 2         |
| --------- | ------------ | ----------------- |
| Фаетано   | 0:0 пен. 5:4 | Ла Фіоріта        |
| Тре Фйорі | 1:1 пен. 4:5 | Фольгоре Фальчано |

## Фінал
| Команда 1 | Рахунок | Команда 2         |
| --------- | ------- | ----------------- |
| Фаетано   | 2:0     | Фольгоре Фальчано |